# 国民党 (日本)
国民党（こくみんとう）は、1946年第22回衆議院議員総選挙後の9月25日、諸派・無所属議員を中心に笹森順造・早川崇・岡田勢一ら32名が結成した政党。保守政党である自由民主党に繋がる系譜の一つだが、結党時は自由主義と社会主義の中間を目指し、中道政党の色合いが強かった。

## 党史
総裁は置かれず、基本的人権と議会政治の確立、人道主義に基づいた政治の実現を目指した。1947年3月8日、かねてからの課題であった同じ中道主義政党である協同民主党と合併し、国民協同党となり、中道政党として政界の一角を担うこととなる。

## 執行部役員表
| 中央常任委員 | 中央常任委員 | 中央常任委員 | 中央常任委員 |
| ------------ | ------------ | ------------ | ------------ |
| 野本品吉     | 笹森順造     | 小川一平     | 伊藤恭一     |
| 岡田勢一     | 早川崇       | 疋田敏男     | 久保猛夫     |
| 代議士会長   | 書記長       | 組織部長     | 情報宣伝部長 |
| 池上隆祐     | 松原一彦     | 穂積七郎     | 有田一郎     |